# Praia do Gonzaguinha
Praia do Gonzaguinha e o Marco Padrão
A Praia do Gonzaguinha ou Praia de São Vicente é considerada por muitos a praia mais animada de São Vicente, com vários quiosques, bares, restaurantes e lojas. Está próxima ao Centro da cidade e de atrações históricas. É palco, todos os anos, da Encenação da Chegada de Martim Afonso de Sousa (Prefeitura Municipal de São Vicente). Com 800 m de extensão, localiza-se em uma baía de águas calmas, entre o Marco Padrão e a Praia dos Milionários. É muito utilizada por pessoas que praticam esportes como iatismo, jet-ski, wakeboard e Wind surf, frequentada também por moradores do local. Possui bancos e decks de madeira para acesso à areia, espaço verde, quiosques com cobertura de piaçava ao longo do calçadão, além de um píer particular que faz passeios diários pela Baía e imediações, ilhas, bares, restaurantes e lojas.
Ao seu lado, localiza-se um ícone de São Vicente (Prefeitura Municipal de São Vicente): a praça denominada Biquinha de Anchieta, onde há uma bica que fornece água permanentemente. Nesta praça também são vendidos doces nos quiosques construídos para esse fim.
Na extensão da Biquinha, localiza-se a Praça Ipupiara, onde ocorrem exposições, shows, vendas de artesanato em algumas ocasiões, além do tradicional passeio de trenzinho para crianças.